# چیسنادیه
شهر چیسنادیه (به رومانیایی: Cisnădie) در شهرستان سیبیو در کشور رومانی واقع شده‌است. جمعیت این شهر ۱۷٬۲۰۴ نفر  است.

## نگارخانه

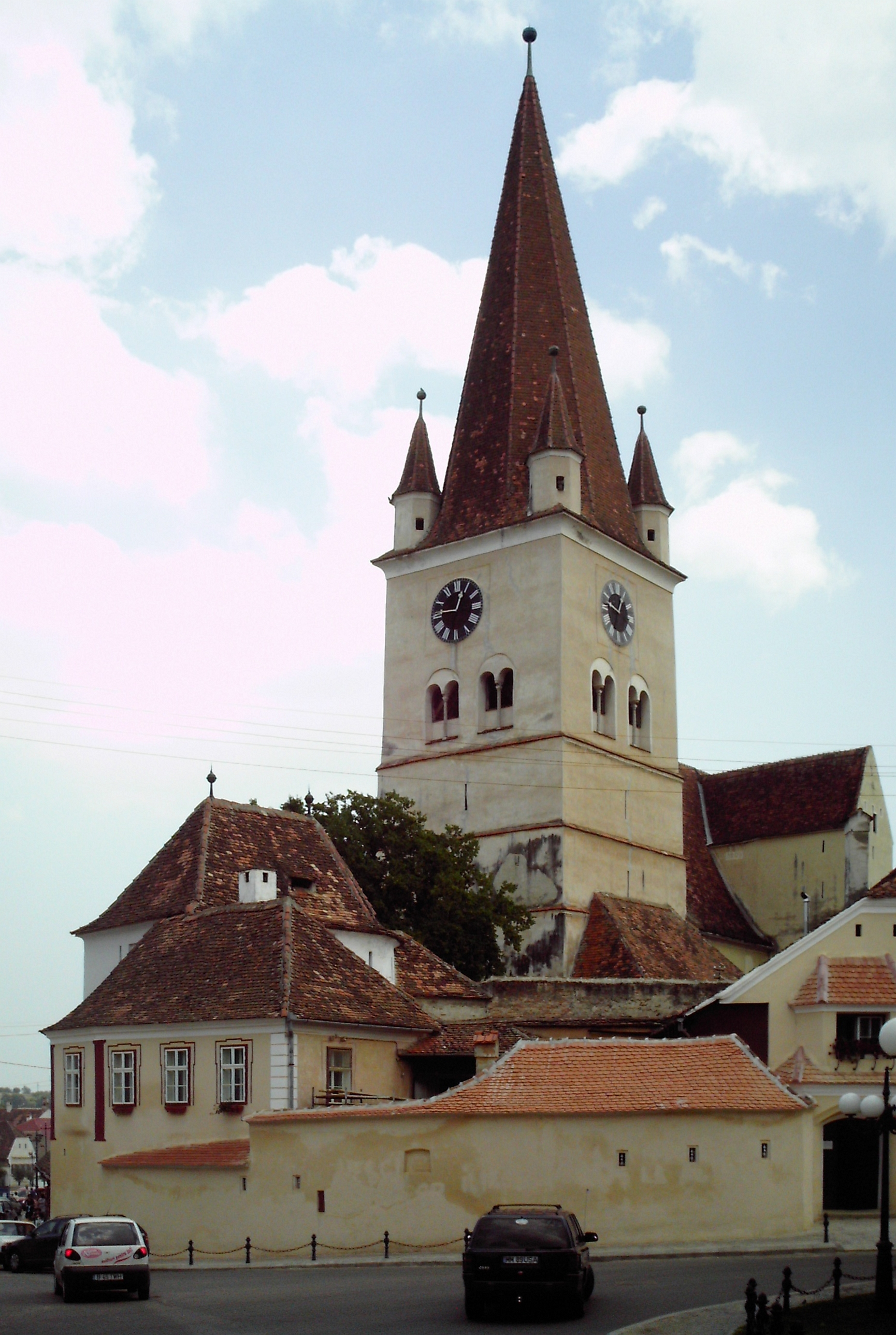
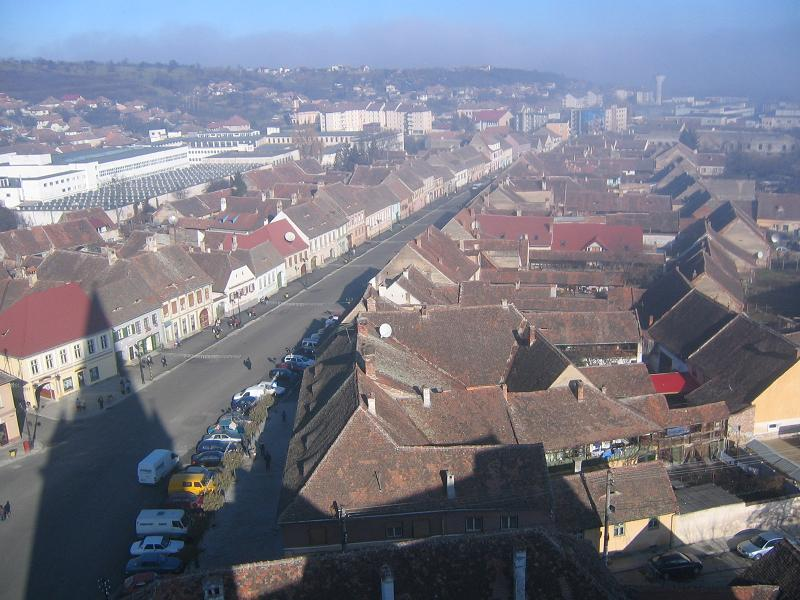
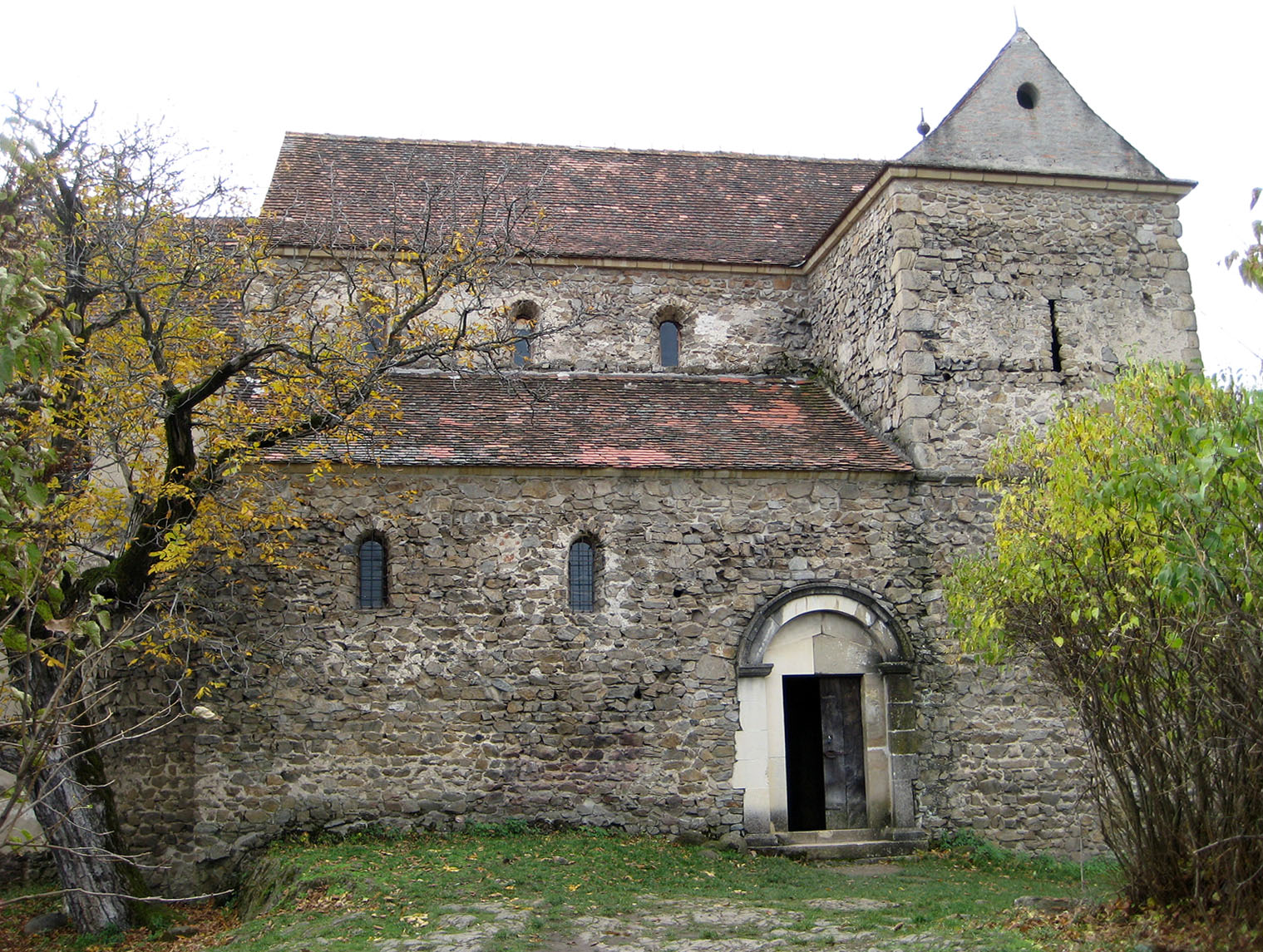